# Folke Lind
Pour les articles homonymes, voir Lind.
Folke Lind est un footballeur international suédois, né le 4 avril 1913 et mort le 6 février 2001.
Défenseur, il fait toute sa carrière au GAIS et remporte la Coupe de Suède en 1942. Il compte une sélection en équipe de Suède et, est sélectionné pour les Jeux olympiques 1936 et la Coupe du monde de 1938.

## Carrière
Folke Lind débute en équipe première du GAIS Göteborg en 1932, saison que le club termine à la deuxième place. Il s'impose comme titulaire dès la saison suivante terminée également au deuxième rang à un point d'Helsingborgs IF.
En 1936, il est sélectionné en équipe nationale pour disputer les Jeux olympiques, l'équipe est éliminée dès le premier tour à la suite d'une défaite face au Japon, trois buts à deux. Il indique lors d'un entretien avoir failli marqué le but égalisateur or, les remplacements n'étaient pas autorisés à cette période. Il connaît en juin 1938 sa seule sélection avec les « Blågult » lors d'une rencontre face à la Lettonie terminée sur le score de trois buts partout puis, fait partie du groupe sélectionné pour disputer la Coupe du monde mais ne dispute aucune rencontre lors du tournoi.
Il connaît en club lors de cette même saison la relégation en division 2 et ne retrouve l'échelon supérieur qu'en 1941. Lors de cette saison terminée à la deuxième place, le club remporte la Coupe de Suède, sur le score deux buts à un, face au IF Elfsborg. Le but victorieux est inscrit par Folke Lind qui termine la rencontre inconscient à la suite d'un choc sur ce but. Il met un terme à sa carrière en fin de saison 1948 et travaille ensuite notamment comme typographe et pompier. Il meurt le 6 février 2001.

## Palmarès
Folke Lind dispute, entre 1932 et 1948, 265 matchs pour huit buts inscrits en Allsvenskan et, 40 matchs en division 2 avec GAIS. Il remporte la Coupe de Suède en 1942 et termine à trois reprises deuxième du championnat avec son club en 1932, 1934 et 1942.
Il compte une sélection en équipe de Suède et fait partie des sélectionnés pour les Jeux olympiques 1936 et la Coupe du monde de 1938.